# Radio Maryja
Radio Maryja je polská rozhlasová stanice. Má status církevní právnické osoby; spravuje ji řád redemptoristů, v jejím čele stojí „Otec ředitel“ Tadeusz Rydzyk. Má věrnou a početnou skupinu příznivců. Proti obsahu vysílání se ohradila mj. americká Liga proti hanobení, nebo Evropský parlament, kritizující šíření antisemitismu, xenofobie a homofobie touto stanicí.

## Historie

### Vzor
V osmdesátých letech 20. století se Tadeusz Rydzyk podílel na vysílání Rádia Svobodná Evropa, kde byl zodpovědný za vysílání mší v polském jazyce. Během německého pobytu v městě Balderschwang spolupracoval s německým Radiem Maryja, které bylo zrušeno za nepřijatelné vměšování do politiky a šíření antisemitismu. Stanice nyní existuje pod názvem Radio Horeb.

### Licence a program
První licenci získalo Radio Maryja 8. prosince 1991 v Toruni, vysílat začalo následující den. Jeho zřizovatelem je Varšavská provincie řádu redemptoristů.
V současnosti vysílá na základně licence č. 003/ P 2001-R z 21. června 2001. Rádio Maryja má koncesi platnou do roku 2008. Koncese definuje program Rádia Maryja jako vysílání charakteru společensko-náboženského, zabývající se problematikou křesťanské víry a problémy života společnosti z pohledu víry a nauky katolické církve s následujícím složením:
- náboženské vysílání ne méně než 30%;
- publicistika společenského charakteru ne méně než 8%;
- informační servis ne méně než 1,5%;
- vzdělávací a poradní program ne méně než 1%.[2]

24. června 2006 byla v souvislosti s politickými kontroverzemi nad vysíláním Radia Maryja jmenována osmičlenná dozorčí rada skládající se ze čtyřech redemptoristů a čtyřech zástupců jmenovaných Polskou biskupskou konferencí. Podle redemptoristů tento krok ohrožuje polskou demokracii.

## Poslechovost
Podle průzkumů MillwardBrown SMG/KR Radio Maryja poslouchalo v roce 2002 cca 1,25 mil. posluchačů, v roce 2007 poslechovost klesla na 946 tisíc. Posluchači jsou zejména lidé nad 40 let, kde největší skupinu tvoří lidé ve věku 60–75 let – 43,4 %, kdežto osoby ve věku 15–24 let mají zastoupení jen 4,6 %. Podíl posluchačů žijících ve velkých městech nad 500 tisíc obyvatel činí 7,8 %, podíl venkovského obyvatelstva pak 47,5 %. Poslechovostí v polovině roku se se 2 % řadila na páté místo v zemi.
Tzv. „Rodina Radia Maryja“, čili organizace zastřešující příznivce stanice, čítá zhruba 200 tisíc členů. Součástí mediálního impéria Radia Maryja je také televizní stanice Trwam a noviny Nasz Dziennik dosahující nákladu zhruba 100 tisíc výtisků.

## Kontroverze

### Selektivní katolicismus
Polský primas Józef kardinál Glemp obvinil Radio Maryja, že „rozbíjí jednotu římsko-katolické církve“. Podle jeho názoru vytváří Radio Maryja atmosféru, v níž nejvyšším argumentem je, že „otec Rydzyk to řekl“. Prohlásil také, že rádio přistupuje k nauce církve „selektivně“, a že vytváří samostatnou církev. (Satiry pak mluví o „církvi toruňsko-katolické“.)

### Kritika Evropského parlamentu a Ligy proti hanobení
Židovská Liga proti hanobení v USA protestovala proti tomu, že „Rádio Maryja živí teorie o židovském spiknutí“.
Evropský parlament vyjádřil hluboké znepokojení nad „nárůstem rasistické, xenofobní, antisemitské a homofobní netolerance v Polsku, jež je zčásti živena náboženskými platformami jako je Radio Maryja“.

### Hospodaření
Velmi nejasné je hospodaření Radia Maryja, protože jako církevní osoba nemusí platit daně.
Z nepřímých důkazů, například výzev Tadeusze Rydzyka posluchačům, lze odhadnout, že náklady na provoz stanice jsou asi 2 miliony zlotých (zhruba 15 milionů českých korun) měsíčně. V letech 1997–1998 vyhlásilo rádio sbírku na záchranu gdaňských loděnic. Jeden milion euro, který se podle odhadů podařilo shromáždit, však nikdy do cíle nedorazilo. Ve věci je vedeno vyšetřování. Z prostředků Radia Maryja byla uhrazena nezdařená finanční spekulace kněze Jana Króla, blízkého Rydzykova spolupracovníka, s akciemi firmy Espebepe.

### Politická orientace
Na podzim 2005 Radio Maryja podpořilo v prezidentských volbách kandidáta strany PiS Lecha Kaczyńského a soudí se, že to byla jedna z těch opravdu významných podpor, která umožnila Lechu Kaczyńskému ve druhém kole porazit Donalda Tuska, kandidáta centristické a umírněně liberální Občanské platformy. Nesoulad v otázce přístupu k interrupcím však vedl k roztržce mezi ředitelem rádia a PiS. Rydzyk v současnosti naznačuje, že polský prezident a jeho bratr jsou agenty (původně „koně“) amerického finančního magnáta George Sorose. Radio Maryja podporuje ultrakonzervativní, národně orientované skupiny, mj. Ligu polských rodin.

### Vatikánská kritika
Kritice Radio Maryja podrobil i Vatikán, kterému vadí zejména přehnaná politická angažovanost rádia. Záležitost upoutala pozornost i jiných biskupských konferencí.
Polská Rada pro rozhlasové vysílání se nejprve postavila na stranu Rádia Maryja. Ústy svého předsedy Bogusława Wolniewicze naznačila, že „Němci nemají žádnou morálku“, ale následně potrestala stanici Tadeusze Rydzyka „důtkou“.